# 169 км (Асінівський район)
169 км (рос. 169 км) — селище у складі Асінівського району Томської області, Росія. Входить до складу Новиковського сільського поселення.

## Населення
Населення — 2 особи (2010; 5 у 2002).
Національний склад (станом на 2002 рік):
- росіяни — 80 %